# Die Herberge zum Roten Pferd
Die Herberge zum Roten Pferd (Originaltitel: Frontier Gal) ist ein US-amerikanischer Western aus dem Jahr 1945 von Charles Lamont. Der in Technicolor gedrehte Film wurde von Universal Pictures produziert. Die Hauptrollen spielen Yvonne De Carlo und Rod Cameron.

## Handlung
Johnny Hart sucht den Mörder seines Bruders, erschwerend für ihn kommt hinzu, dass man ihn selbst dieser Tat verdächtigt. Im Städtchen Red Gulch lernt er Lorena Dumont kennen, die Besitzerin des örtlichen Saloons. Lorena wird von Blackie Shoulders umworben, mit dem Johnny bald aneinandergerät. Bei einer dieser Konfrontationen wird er von dem Dorfsäufer Big Ben gerettet.
Die verliebte Lorena will Johnny heiraten, doch weist er sie ab. Johnny will vielmehr seine Jugendliebe Sheila Winthop heiraten, sobald er vom Mordverdacht befreit ist. In ihrer Wut zwingt Lorena Johnny mit vorgehaltener Waffe zur Heirat. Nach der Hochzeitszeremonie lässt sie ihn dann verhaften. Nachdem Johnny fliehen konnte, kehrt er dann dummerweise noch einmal um, um Lorena zu entführen. Der Plan scheitert, wieder wird Johnny verhaftet.
Sechs Jahre später wird Johnny aus dem Gefängnis entlassen. Zurück in Red Gulch erfährt er, dass er der Vater der fünfjährigen Mary Ann ist. Er weist Lorenas Annäherungen zurück, die daraufhin wütend Blackies Heiratsantrag annimmt. Johnny, der im Gefängnis erfahren hat, dass Blackie der Mörder seines Bruders ist, droht damit, ihn umzubringen.
Der neue Sheriff von Red Gulch ist nun Big Ben, der versucht, Johnny von seinem Mordplan abzubringen. Johnny entwickelt väterliche Gefühle für Mary Ann und will sie mit seiner Verlobten Sheila großziehen. Sheila soll zusammen mit ihrer Tante Abigail nach Red Gulch kommen.
Lorena glaubt irrtümlich, dass Johnny sie nun doch als Frau will, und entlobt sich von Blackie. Abigail kann Lorena jedoch überzeugen, dass es für Mary Ann besser sei, wenn sie bei Johnny und Sheila leben könne.
Um Lorena zurückzugewinnen und Johnny zu töten, entführt der eifersüchtig Blackie Mary Ann. Johnny verfolgt Blackie, gerät jedoch in einen Hinterhalt. Mary Ann entwischt Blackies Männern. In der Zwischenzeit kommen Lorena und einige Stadtbewohner den Bedrängten zu Hilfe. Es kommt zu einer Schießerei, bei der Johnny Blackie töten kann. Mary Ann hat sich auf einen Baumstamm geflüchtet, der über einen Wasserfall ragt und wird von Johnny gerettet. Letztendlich wird aus Johnny und Lorena doch noch ein Paar.

## Produktion

### Produktionsnotizen
Gedreht wurde der Film von Ende April bis Mitte Juli 1945, unter anderem in Mammoth Lakes und Kernville.
Die von Yvonne De Carlo gesungenen Lieder Set Em Up, Joe, What Is Love? und Johnny's Comin’ Home stammten von Jack Brooks (Text) und Edgar Fairchild (Melodie). Sie wurden von Hans J. Salter eingespielt.
John B. Goodman und Richard H. Riedel waren die Filmarchitekten, Russell A. Gausman und Oliver Emert die Szenenbildner. Für die Kostüme war Travis Banton verantwortlich, für den Ton Bernard B. Brown. Die Spezialeffekte stammten von John P. Fulton. Die Co-Stars Yvonne De Carlo und Rod Cameron waren unmittelbar vor diesem Film in dem Westerdrama Salome Where She Danced besetzt, mit dem Yvonne De Carlo ihren Durchbruch hatte.
Laut Time betrugen die Produktionskosten für Frontier Gal 1.400.000 $.

### Veröffentlichung
Die Premiere des Films fand am 14. Dezember 1945 in New York statt, der allgemeine Kinostart in den USA erfolgte eine Woche später. In Deutschland kam der Film am 21. Dezember 1952 in die Kinos. In Schweden, Portugal und Mexiko erfolgte im Jahr 1946 eine Veröffentlichung, in Dänemark sowie Spanien (Madrid und Barcelona) 1947. In Österreich lief der Film im Februar 1953 an. Veröffentlicht wurde er zudem in Australien, Brasilien, Frankreich, Griechenland, Italien, Norwegen und im Vereinigten Königreich.

## Kritiken
James Agee schrieb 1945 im Time-Magazin, Frontier Gal sei die „große, farbenfrohe Parodie einer Pferdeoper mit all der galoppierenden Aufregung einer echten“ (big, colorful parody of a horse opera with all the galloping excitement of the real thing). Die Hauptattraktion des Films sei die lebhaft wirkende und fantastisch aussehende Yvonne de Carlo. Frontier Gal übertrete die üblichen Konventionen der Moral in Pferdeopern, wenn etwa ein Kussmarathon und mehrere Schlafzimmerszenen vorkämen.
Das Lexikon des internationalen Films schrieb: „Rauher Western mit komödiantischen Elementen, aber ohne sonderliche Höhepunkte.“

## Synchronisation
Rod Cameron wird von Wolfgang Lukschy gesprochen.